# ويليام ميتشيل (سياسي)
ويليام ميتشيل (بالإنجليزية: William Mitchell )‏ (و. 1851 – 1926 م) هو سياسي، من كندا، كان عضوًا في حزب الأحرار الكندي، توفي عن عمر يناهز 75 عاماً.

## مناصب
تولى منصب عضو مجلس الشيوخ الكندي (5 مارس 1904–10 مايو 1926).